# Гресь-Арсеньєв Марко Вікторович
Марко Вікторович Гресь-Арсеньєв (нар. 17 червня 1968, Київ) — український художник-графік, тележурналіст, сценарист.

## Біографія
Народився 17 червня 1968 року у Києві в родині кінорежисера В. С. Греся. Навчався на режисерському факультеті Київського державного інституту театрального мистецтва та сценарному факультеті Всесоюзного державного інституту кінематографії. Закінчив Українську академію мистецтв (1999).
Працює на телебаченні.
У 2002 році був ведучим програми «Сатирикон» на телеканалі ICTV.

## Замах
Вночі з 17 на 18 жовтня 2014 року, після закінчення програми «Чорне дзеркало» на телеканалі «Інтер», була вчинена спроба вбивства кандидата в народні депутати України від Радикальної партії Марка Греся. Гресь з пораненнями середньої тяжкості госпіталізований. Вважається, що підставою до інциденту став той факт, що він повідомив про наявність у нього більше 5 годин документального відео, котре пов'язане з подіями в «Іловайському котлі», та заявив, що було відправлено на смерть більше двох тисяч українських вояків. Марко Гресь звинуватив комбата «Донбаса» Семена Семенченка — що він свідомо відправив бійців свого батальйону на смерть, та закинув причетність до трагедії Ігоря Коломойського. Напад було здійснено в під'їзді його будинку, перед цим відключено світло.

## Фільмографія
Знявся у фільмах: «Чорна курка, або Підземні жителі» (1980), «Ярослав Мудрий» (1981), «Грачі» (1980), «Нові пригоди янкі при дворі короля Артура» (1988, 2 а).
Автор сценарію стрічки режисера Ганни Гресь «Трамвай удачі» (1993, також художник і виконавець ролі).